# Коли я був Ньютоном
Коли я був Ньютоном (англ. I Of Newton) — другий сегмент 12-го епізоду 1-го сезону телевізійного серіалу «Зона сутінків», центральною темою якого є незвичайна ситуація, у якій опинився професор математики під час розв'язування складного рівняння.

## Сюжет
Професор математики Сем намагається вирішити дуже складне рівняння. Однак, які б методи він не застосовував, всі його зусилля виявляються марними. Під час активного пошуку рішення він необачно заявляє сам собі, що ладен продати душу дияволу, аби нарешті розв'язати рівняння. В цей момент перед ним з'являється сам диявол та пропонує Семові продати йому свою душу, при цьому він ставить науковцю умови, згідно з якими він буде проклятим у будь-якому випадку — якщо погодиться на цю оборудку або навіть якщо не погодиться на неї. Сем починає відмовлятися. Тоді диявол пропонує Семові задати йому три питання стосовно його сутності та одне питання на будь-яку іншу тему — якщо диявол не зможе відповісти на одне з цих питань, то душа Сема потрапить до «сектору повернення» та стане вільною, в іншому ж випадку науковець мусить продати свою душу. Замість того, щоб задати завершальне питання, Сем наказує дияволу зникнути, після чого останній зникає. Таким чином Сем, хоч і не знаходить вирішення рівняння, але уникає перспективи бути проклятим назавжди.

## Ролі виконують
- Шерман Гемслі — Сем
- Рон Ґласс — диявол

## Цікаві факти
- Сюжет епізоду був перероблений: математичне рівняння, що було присутнє в оригінальній версії, можна було легко розв'язати. Консультуючий професор математики Каліфорнійського університету вказав продюсерам на це, після чого вони попросили його скласти інше рівняння, яке розв'язати практично неможливо. Професор склав продюсерам таке рівняння, після чого воно з'явилося в даному епізоді.
- Епізод не має вступної розповіді.
- Футболка диявола в різних сценах має різні гасла: «Пекло — літній фестиваль» (англ. Hell is a Summer Festival), «Пекло — більше місто, ніж Ньюарк» (англ. Hell is a City Much Like Newark), «Більш ніж 100,000,000,000 місць» (англ. Over 100,000,000,000 Served), «Геєнна: більш ніж місце — шлях життя» (англ. Gehenna: More Than a Place, a Way of Life) та «Давайте здійснимо прокляття» (англ. Let's Do Damnation).

## Релізи
Прем'єрний показ епізоду відбувся у Великій Британії 13 грудня 1985.